# جورج جون ياكوبسن
جورج جون ياكوبسن (بالنرويجية البوكمول: Georg Johan Jacobsen )‏ (و. 1929 – 2011 م) هو سياسي نرويجي، كان عضوًا في حزب العمل النرويجي، توفي عن عمر يناهز 82 عاماً.

## مناصب
تولى منصب عضو برلمان النرويج ‏.